# Campionato centramericano maschile di pallacanestro 1965
Il 1º Campionato dell'America Centrale e Caraibico Maschile di Pallacanestro FIBA (noto anche come FIBA Centrobasket 1965) si è svolto dal 19 al 28 ottobre 1965 a Città del Messico in Messico. Il torneo è stato vinto dalla nazionale messicana.
I FIBA Centrobasket sono una manifestazione contesa dalle squadre nazionali di Messico, Centro America e Caraibi, organizzata dalla CONCENCABA (Confederazione America Centrale e Caraibi), nell'ambito della FIBA Americas.

## Squadre partecipanti
- Cuba
- Isole Vergini Americane
- Messico
- Panama
- Porto Rico

## Classifica finale
| Pos | Squadra                 | V-P |
| --- | ----------------------- | --- |
|     | Messico                 | 6-0 |
|     | Porto Rico              | 5-1 |
|     | Cuba                    | 3-4 |
| 4   | Panama                  | 2-5 |
| 5   | Isole Vergini Americane | 0-7 |